# Bulbophyllum wilkianum
Bulbophyllum wilkianum é uma espécie de orquídea (família Orchidaceae) pertencente ao gênero Bulbophyllum. Foi descrita por Trevor Edgar Hunt em 1947.